# Seks år med Lissi og Michael 1-3
|  | Denne artikel er oprettet af botten PalnaBot ud fra en ekstern database. Den kan derfor have sproglige fejl eller mangler. Denne skabelon kan fjernes efter kontrol af indholdet. |

Seks år med Lissi og Michael 1-3 er en film instrueret af Anja Dalhoff.

## Handling
Seks år med Lissi og Michael er en bevægende dokumentarserie om den sorg og den smerte, der er forbundet med at blive erklæret uegnet som forældre. Igennem mere end seks års optagelser skaber serien et indfølende og respektfuldt indblik i hverdagen hos en familie med anbragte børn. En familie, der kæmper for at holde sammen og konstant må se sine mangler og nederlag påpeget af systemet. Lissi har to store børn fra et tidligere forhold. Begge er anbragt uden for hjemmet. Da Lissi møder Michael, vækkes drømmen om at være en rigtig familie på ny. Men drømmen udvikler sig til et mareridt, for myndighedernes øjne hviler på de to, og først skal de bestå forældreprøven. Serien stiller skarpt på, hvordan man som svagtstillet familie skal være næsten umenneskelig stærk for at overleve med selvrespekten i behold.